# Hey Bulldog
«Hey Bulldog» (с англ. — «Эй, бульдог») — песня The Beatles, впервые появилась на альбоме Yellow Submarine в 1969 году, вошла в саундтрек одноимённого фильма. Написана Джоном Ленноном (на изданиях традиционно приписывается авторскому дуэту Леннон/Маккартни). Песня была записана во время съёмок промовидео к синглу «Lady Madonna», и стала одной из немногих композиций группы, построенных на клавишном риффе.

## История
В черновом варианте речь шла о лягушке-быке (англ. bullfrog), но когда в конце песни Пол вдруг начал лаять, песню переименовали (bulldog). Текст песни бессюжетен, поэтому такая замена ни на что не повлияла.
Звукорежиссёр The Beatles Джефф Эмерик впоследствии вспоминал, что та сессия стала последней, когда каждый участник группы работал с полным энтузиазмом, в единой команде. Когда музыканты собрались в студии в мае 1968 года для записи альбома The Beatles, взаимоотношения уже были подорваны деловыми, творческими и личными разногласиями, которые в итоге привели к распаду коллектива.
Во время записи песни группу снимали за работой в студии. Это был один из редких случаев когда музыканты The Beatles разрешили присутствовать операторам в их студии Abbey Road и снимать практически каждый их шаг. Отснятые материалы вошли в промофильм, который собирались выпустить во время их запланированной четырёхмесячной поездки в Индию, (затем они вошли в промофильм к синглу Lady Madonna).
Песня вошла в саундтрек анимационного фильма «Жёлтая подводная лодка», прокат которого сначала был только европейским. В фильме «ливерпульскую четвёрку» преследует связка из четырёх синих бульдогов, а «битлы» прячутся от них в механическом фоно. К 30-летию создания фильма и записи альбома, в 1999 году был проведён цифровой ремастеринг саундтрека, пластинка была переиздана, негатив фильма также был почищен, хотя видео так и не было переведено в цифровой формат. Для рекламной кампании этого переиздания Apple Records вновь обратилась к отснятым 30 лет назад студийным видеоматериалам, перемонтировала старый промофильм, в результате чего получился промоклип «Hey Bulldog». Главной трудностью было определить на видеозаписи, какой фрагмент в каждый момент времени исполняют музыканты и синхронизировать картинку с фонограммой песни.
Гитарный рифф из «Hey Bulldog» был включён в альбом записей The Beatles Love (2006), он звучит на треке «Lady Madonna». Аудиозапись смеха Леннона и Маккартни была включена во фрагмент песни Blue Jay Way (трек «Something»), выполняющей на этом издании функцию «перехода» между песнями «Something» и «Being for the Benefit of Mr. Kite!».
Пол Маккартни очень тепло отзывался о «Hey Bulldog» в 1994 году:

Это одна из песен Джона, я помог ему довести её в студии, но в основном это его вещь. Там ещё в конце небольшая перепалка между нами, мы слегка поваляли дурака. Мы старались в каждой песне придумать что-то новое, потому что считали: «Зачем делать что-то похожим на сделанное в прошлый раз? Ведь мы это уже сделали». Мы как бы взбирались по лестнице, и нам незачем было спускаться на предыдущую ступеньку или даже оставаться на той же, когда можно было подняться на следующую.
Оригинальный текст (англ.)
I remember (it) as being one of John's songs and I helped him finish it off in the studio, but it's mainly his vibe. There's a little rap at the end between John and I, we went into a crazy little thing at the end. We always tried to make every song different because we figured, 'Why write something like the last one? We've done that'. We were on a ladder so there was never any sense of stepping down a rung, or even staying on the same rung, it was better to move one rung ahead.

## Различия между изданиями песни
Различия между двумя стерео-вариантами песни довольно существенны. На оригинальной пластинке 1969 года вокал и ведущая гитара звучат в правом канале, бас — по центру, всё остальное — в левом канале. Это особенно заметно во время гитарного соло (01:04-01:32). В это время слышны смех и разговоры. К концу трека фоновая дорожка приглушается, а перепалка наоборот становится всё слышней. Затем происходит «затухание», оно продолжается около 7 секунд, и на этом трек заканчивается.
На переиздании 1999 года были использованы исходные мастер-записи для каждой дорожки, а не оригинальное издание пластинки. В результате звук получился гораздо чище (это легко заметно во вступлении, когда звучит фортепиано и постукивают барабанные палочки). Сведение более отвечает современным стандартам: фоновый трек слева, вокал по центру, гитара и бас справа. Иногда основной вокал смещается немного вправо, тогда как бэк-вокал остаётся слева.
В гитарных партиях, как на переиздании Yellow Submarine, так и на альбоме Love сильнее выкручены «низы». Смех и болтовня тише по сравнению с музыкой во время гитарного соло, разговор в самом конце песни тоже немного тише, но по-прежнему хорошо слышен. «Затухание» длиннее — около 10 секунд, за счёт чего слышен на один выкрик («Hey bulldog!») больше.
Существует и монозапись песни, она была сделана для так и неизданного EP с песнями из фильма. В 2009 году она была включена в издание Mono Masters в бокс-сет The Beatles in Mono.

## Черновая версия песни
Существует запись ранней версии этой песни, исполняет её один Леннон, аккомпанируя себе на пианино. Демо, озаглавленное «She can talk to me» и продолжительностью 48 секунд, появилось на издании бутлегов «Artifacts» (Vol. 1, Disc 4) и «The Lost Lennon Tapes» (Vol 18).

## Кавер-версии
Песню «Hey Bulldog» перепевали многие исполнители и коллективы, среди которых: Элис Купер, Элвис Костелло, Ролф Харрис, Дэйв Мэтьюс, группы The Gods, Manfred Mann's Earth Band, Skin Yard, Gomez, Of Montreal, The Roots, Майлз Кейн и многие другие.

## Массовая культура
- Эту песню можно сыграть в музыкальной видеоигре The Beatles: Rock Band.

## Состав
- Джон Леннон — вокал, пианино
- Пол Маккартни — бас-гитара, бэк-вокал, тамбурин
- Джордж Харрисон — ритм-гитара, гитара
- Ринго Старр — барабаны, голос